# Fredrik Ludvigsson
Fredrik Ludvigsson (* 28. April 1994 in Jönköping) ist ein schwedischer Straßenradrennfahrer.

## Karriere
Fredrik Ludvigsson wurde 2012 in der Juniorenklasse Zweiter in der Gesamtwertung bei der Trofeo Karlsberg.
In seinem ersten Jahr in der Altersklasse U23 wurde er vom Team People4you-Unaas Cycling verpflichtet. In seinem ersten Jahr dort gewann er bei der Boucles de l’Artois das Zeitfahren und konnte so auch die Gesamtwertung und die Punktewertung für sich entscheiden. Außerdem wurde er Zweiter bei der Tour of Estonia und gewann somit die Nachwuchswertung.

## Erfolge
2013
- Gesamtwertung und eine Etappe Boucles de l’Artois

## Teams
- 2013 Team People4you-Unaas Cycling
- 2014 Development Team Giant-Shimano / Team Giant-Shimano (Stagiaire)
- 2015–2016 Team Giant-Alpecin
- 2017 Team Copenhagen